# Nhà quản lý
Nhà quản lý là danh từ chung để chỉ tất cả những người thực hiện chức năng quản lý trong một tổ chức nhất định (tổ chức đó có thể là một tổ chức kinh doanh hay phi kinh doanh).

## Các yêu cầu đối với nhà quản lí
Các yêu cầu căn bản đối với một nhà quản lí bao gồm:
1. Khả năng quản lí.
2. Khả năng lãnh đạo.
3. Khả năng giao tiếp.
4. Khả năng truyền thông, truyền đạt lời nói/thuyết trình.
5. Khả năng thích nghi/ứng phó với môi trường.
6. Nắm vững kiến thức chuyên môn nghề nghiệp mình quản lý.
7. Khả năng tư duy.

Các chức năng của nhà quản lí không thay đổi nhiều xuyên suốt qua thời gian.

## Chu trình quản lí
Chu trình quản lý theo môn quản trị học bao gồm 4 bước căn bản, nằm trong danh mục yêu cầu trên: